# Nicolae Milescu

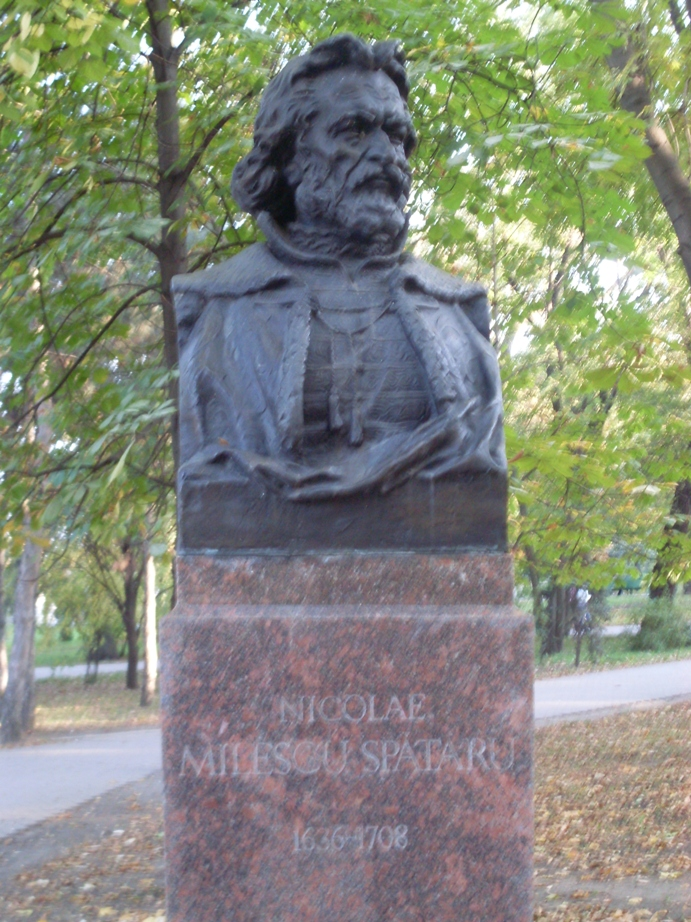
Buste in Chisinau

Nicolae Milescu (Russisch: Николай Гаврилович Спафарий; Nikolaj Gavrilovitsj Spafari of Николае Гаврилович Милеску; Nikolaje Gavrilovitsj Mileskoe) (Vaslui, 1636 - Moskou, 1707) was een Moldavisch schrijver, reiziger, geograaf en diplomaat. Hij wordt gezien als een leidende figuur in de Roemeense cultuur gedurende de tweede helft van de 17e en in de vroege 18e eeuw. 

## Leven
Milescu werd geboren in een adellijke Moldavische familie van Bojaren. Volgens onderzoekers zou hij eerst gestudeerd hebben aan de slavisch-grieks-latijnse academie van Iași, waarna hij zijn studie vervolgde aan de academie van het Oecumenisch patriarchaat van Constantinopel. Daar studeerde hij talen zoals Oudgrieks, Nieuwgrieks, Latijn, Turks en Arabisch, en daarnaast geschiedenis, verschillende filosofische disciplines, literatuur en theologie. 
Bij zijn terugkeer naar Iași in de jaren 50 van de 17de eeuw, werd Milescu uitgeroepen tot Spătar (kanselier) van de Moldavische prins Gheorghe Ştefan. 
Volgens sommige bronnen was Milescu betrokken bij een aanslag op de Moldavische prins Ştefăniţă Lupu. Als straf beval Stefăniţă dat de neus van Milescu moest worden afgesneden, en werd hij uit het land verbannen. Milescu vertrok naar Istanboel, waar hij een brief kreeg van tsaar Alexis van Rusland, die hem benoemde tot vertaler van het ministerie van buitenlandse zaken in 1671. Milescu werd later ambassadeur van Rusland in China, en was onder meer ook betrokken bij de Azovveldtochten van tsaar Peter de Grote tegen de Ottomanen.

## Werken
Milescu sprak negen talen: Roemeens, Latijn, Oudgrieks, Modern Grieks, Frans, Duits, Turks, Zweeds en Russisch. 
Milescu dook in de bibliotheken van Oostenrijk, Zweden, Duitsland, Frankrijk en het Ottomaanse Rijk. Hij vertaalde een aantal geschriften over oude en middeleeuwse Europese cultuur vanuit het Grieks en het Latijn, waaronder werken over religie en filosofie. In 1672 stelde hij het Russisch-Grieks-Latijnse woordenboek samen. Verder schreef Milescu een aantal werken, waaronder Arithmologhion (1673) en Hrismologhion. Kopieën werden onder andere uitgegeven in Rusland, Moldavië en het Midden-Oosten. 
- Bibliothèque nationale de France: cb121147581 (data)
- Gemeinsame Normdatei: 120178419
- International Standard Name Identifier: 0000 0000 8095 5341
- Library of Congress Control Number: n80166905
- Nationale Bibliotheek van Tsjechië: pna20231186244
- Nationale Bibliotheek van Israël: 987007270926505171
- Nederlandse Thesaurus van Auteursnamen: 141935081
- Système universitaire de documentation: 029543436
- Virtual International Authority File: 15594249
- WorldCat: E39PBJgXdtXM9hw8GWB34w74MP